# 鄭純朝

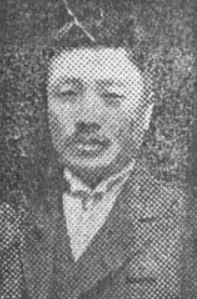
1940年ごろ

鄭 純朝（チョン・スンジョ、朝鮮語: 정순조、1887年5月16日または1888年12月7日 - 没年不詳）は、大韓民国の政治家。第2代韓国国会議員。
号は東愚。

## 経歴
全羅南道光山郡出身。釜山第一商業学校卒。法聖金融組合理事、大韓独立促成国民会光山郡副委員長・支部長、全南道酒造組合連合会長、国民会・大韓国民党所属の国会議員、民主党員を務めた。特に釜山政治波動の前後、民主国民党の猛将たちが拘禁された時、護憲警告決議・戒厳解除・共産党関連問題などの質問を担当した。

## エピソード
1948年、松汀邑長だった張安燮と光山郡庁舎を確保するため、ある倉庫の建物を引き継いだ。